# Sí travïato è 'l folle mi' desio
Sí travïato è 'l folle mi' desio è la sesta lirica (RVF 6), nonché il sonetto VI (6), del Canzoniere di Francesco Petrarca, nel quale l'autore descrive la difficoltà di tenere a bada il suo distruttivo e inutile desiderio amoroso, volto a inseguire una Laura non innamorata.

## Testo
| Testo | Parafrasi |
| --- | --- |
| Sì travïato è ’l folle mi’ desio a seguitar costei che ’n fuga è volta, et de’ lacci d’Amor leggiera et sciolta vola dinanzi al lento correr mio, che quanto richiamando più l’envio per la secura strada, men m’ascolta: né mi vale spronarlo, o dargli volta, ch’Amor per sua natura il fa restio. Et poi che ’l fren per forza a sé raccoglie, i’ mi rimango in signoria di lui, che mal mio grado a morte mi trasporta: sol per venir al lauro onde si coglie acerbo frutto, che le piaghe altrui gustando afflige più che non conforta. | È così deviato il mio folle desiderio di seguire colei che fugge, la quale senza il peso e il vincolo d'Amore vola rispetto alla mia lenta corsa, che quanto più cerco di indirizzarlo (il desiderio) per la strada sicura, quanto meno mi ascolta: e non funziona spronarlo (come il cavaliere col cavallo), o farlo svoltare (con le briglie), perché Amore per sua natura lo rende ribelle. E poi quando (il desiderio) strappa con forza le briglie (della ragione), io rimango in sua balìa, che mi conduce mio malgrado verso la morte: soltanto per giungere all'alloro da cui si raccoglie un frutto acerbo, che le ferite altrui acuisce, anziché alleviarle, quando lo si gusta. |

## Analisi strutturale
Il sonetto è costituito da 14 versi endecasillabi, divisi in quattro strofe: 2 quartine e 2 terzine. Le rime sono costruite secondo lo schema metrico ABBA, ABBA; CDE, CDE.